# Ingeborg Bachmann
Ingeborg Bachmann (n. 25 iunie 1926 - d. 17 octombrie 1973) a fost poetă austriacă.
Utilizănd simboluri șocante și o imagistică bizară, în lirica sa a evocat deruta unei generații dezamăgite în aspirațiile sale.

## Opera
- 1952: O afacere cu vise ("Ein Geschäft mit Träumen");
- 1953: Timpul amânat ("Die gestundete Zeit");
- 1956: Invocarea Ursei Mari ("Anrufung des großen Bären");
- 1958: Bunul Dumnezeu din Manhattan ("Der gute Gott von Manhattan");
- 1960: Prințul din Homburg ("Der Prinz von Homburg");
- 1960: Probleme ale liricii contemporane ("Probleme zeitgenössischer Dichtung");
- 1961: Al treizecilea an ("Das dreißigste Jahr");
- 1971: Malina ("Malina");
- 1972: Simultan ("Simultan");
- 2000: Nu cunosc o lume mai bună ("Ich weiß keine bessere Welt");
- 2005: Scrieri critice ("Kritische Schriften").